# Pseudaugochlora sordicutis
Pseudaugochlora sordicutis är en biart som först beskrevs av Joseph Vachal 1904.  Pseudaugochlora sordicutis ingår i släktet Pseudaugochlora och familjen vägbin. Inga underarter finns listade i Catalogue of Life.